# Cetatea Frauenstein (Pfalz)
Resturile zidurilor cetății se află într-o grădină din Ruppertsecken.